# Faro de Alejandría
El Faro de Alejandría (en griego: Φάρος της Αλεξάνδρειας) fue una torre construida en el siglo III a. C. durante la dinastía ptolemaica, en el reinado de Ptolomeo II (280-247 a. C.) en la isla de Faro en Alejandría, Egipto, para servir como punto de referencia del puerto y como faro, con una altura estimada de al menos 100 metros. Fue una de las estructuras más altas hechas por el hombre durante muchos siglos, y forma parte de las siete maravillas del mundo antiguo por Antípatro de Sidón.
El faro fue gravemente dañado por tres terremotos acontecidos entre los años 956 y 1323, convirtiéndose en un edificio en ruinas. Fue la tercera maravilla del mundo antiguo más longeva, tras el Mausoleo de Halicarnaso y la Gran Pirámide de Guiza, sobreviviendo en parte hasta 1480, cuando las últimas piedras fueron utilizadas en la construcción del Fuerte de Qaitbey en el mismo lugar.
En 1994, un grupo de arqueólogos franceses descubrieron numerosos restos del faro en la plataforma marina mientras buceaban a escasa profundidad en el puerto oriental de Alejandría. En 2016 el ministro de Antigüedades de Egipto anunció algunos proyectos para convertir las ruinas subacuáticas de Alejandría, incluyendo el faro, en un museo subacuático.

## Historia

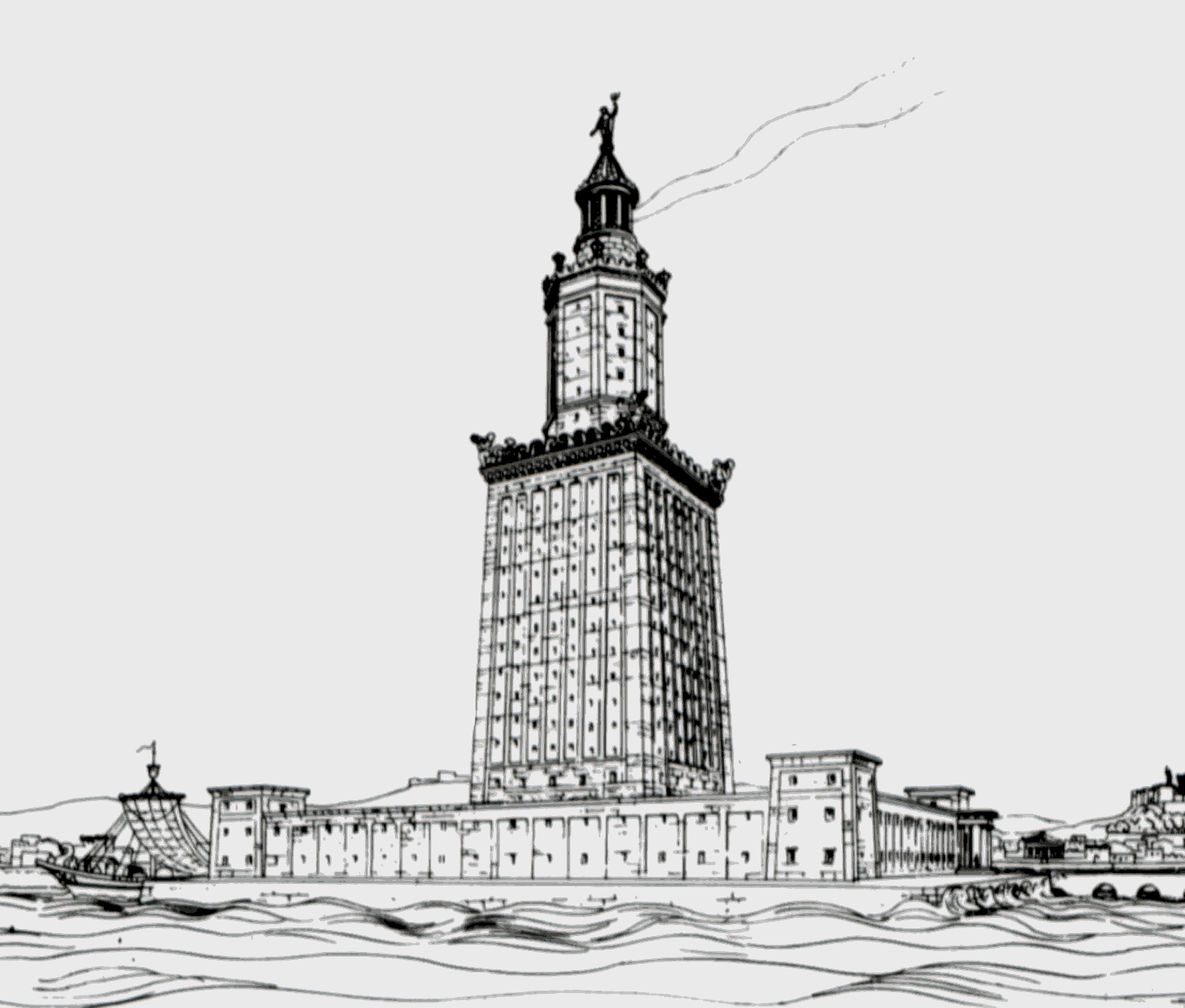
Dibujo del arqueólogo Hermann Thiersch (1909).

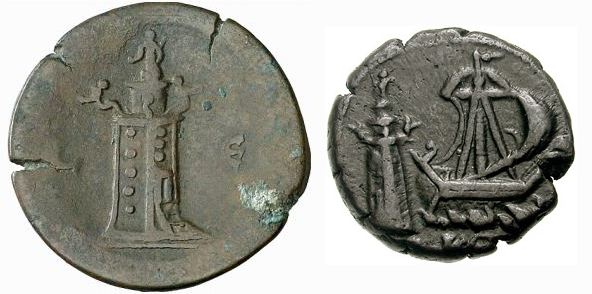
El Faro de Alejandría en dos monedas acuñadas en la época de Antonino Pío y Cómodo.

El faro en la Bandera de Alejandría

El faro fue construido durante el siglo III antes de Cristo en la isla de Faro (Pharos), frente a Alejandría. Tras el fallecimiento de Alejandro Magno, el primer monarca ptolemaico, Ptolomeo I, se declaró faraón en 305 a. C. y financió la construcción del faro poco después. El edificio fue terminado durante el reinado de su hijo, Ptolomeo II, y las obras tuvieron una duración de doce años con un presupuesto de 800 talentos de plata. El faro albergaba una hoguera nocturna en la cima, que marcaba la posición de la ciudad a los navegantes, dado que la costa en la zona del delta del Nilo es muy llana y se carecía, por tanto, de cualquier referencia para la navegación marítima, y estaba construido en su mayoría con bloques sólidos de piedra caliza y granito.
Estrabón dejó constancia de que Sóstrato de Cnido realizó una inscripción en letras metálicas en honor a los «sabios dioses». Posteriormente, Plinio el Viejo escribió que Sóstrato fue el arquitecto, tema que aún se sigue debatiendo. En el siglo II Luciano escribió que Sóstrato escondió su nombre bajo una capa de yeso con el nombre de Ptolomeo para que cuando esta capa cayese, su nombre fuera visible en la piedra. Los bloques de arenisca y caliza usados en la construcción provienen de la región desértica de Uadi Hammamat al este de Egipto.

### Altura y descripción
Las descripciones árabes del faro son consistentes, a pesar de las reparaciones tras los daños sísmicos, con una estructura de tres cuerpos: cuadrado, octogonal y cilíndrico. Las fuentes varían en la altura de la estructura tan solo en un 15 %, entre 103 y 118 metros de altura, en una base de 30x30 metros. Al-Masudi escribió en el siglo X que la cara que miraba hacia el mar albergaba una inscripción dedicada al dios Zeus. Asimismo, el geógrafo al-Idrisi visitó el faro en 1154 y observó aberturas en las paredes a lo largo del eje rectangular con plomo utilizado como agente de relleno entre los bloques de mampostería de la base. Calculó que la altura total del faro era de unos 162 metros.
En su cúspide se hallaba un espejo que reflejaba la luz solar durante el día; mientras que durante la noche se encendía una hoguera. Algunas monedas romanas acuñadas en la ceca de Alejandría muestran una estatua de Tritón en cada una de las esquinas del edificio y otra de Poseidón o Zeus en la cima.
La descripción más exhaustiva del faro se debe al viajero árabe Abou Haggag Youssef Ibn Mohammd el-Balawi el-Andaloussi, quien visitó Alejandría en 1166. Balawi proporcionó la descripción y medidas del interior de la base rectangular del faro. Por ejemplo, describe cómo la rampa interior estaba techada con mampostería a unos 189 centímetros, lo que permitía pasar a dos caballos a la vez. En sentido horario, la rampa daba acceso a cuatro plantas con dieciocho, catorce y diecisiete habitaciones en la segunda, tercera y cuarta plantas, respectivamente. Balawi apuntaba a que la base del faro medía 30 metros de largo en cada lado con una rampa de unión de 300 metros de largo y 10 de ancho. La sección octangular se calcula que medía 16,4 metros de ancho, mientras que el diámetro de la sección cilíndrica se apunta en unos 8,7 metros. El oratorio ubicado en la cima del faro tenía un diámetro de 4,3 metros.
Otras fuentes posteriores a la destrucción del faro por el terremoto de Creta de 1303 incluyen a Ibn Battuta, un erudito y explorador marroquí, que visitó Alejandría en 1326 y 1349. Battuta observó un estado de abandono únicamente en la zona rectangular y en la rampa de acceso, por lo que le propuso al sultán An-Nassir Muhammad construir un nuevo faro en las cercanías del abandonado, pero este proyecto no se llevó a cabo tras el fallecimiento del sultán en 1341.

## Destrucción
El faro se agrietó parcialmente y se dañó durante los terremotos de 796 y 951, además de colapsar estructuralmente en el terremoto de 956 y de nuevo en los de 1303 y 1323. El número elevado de terremotos se debe al límite entre dos placas tectónicas: la africana-arábiga y la del mar Rojo, a 350 y 520 kilómetros respectivamente del faro. Las evidencias documentales revelan que el terremoto de 956 fue el primero en dañar estructuralmente el edificio por encima de los 20 metros. Tras el sismo, se evidencian la colocación de una cúpula de estilo islámico tras la caída de una escultura que coronaba el monumento. Sin embargo, el terremoto más destructivo fue el de 1303 que se originó en la isla de Creta. Finalmente, los escombros desaparecieron en 1480, cuando el sultán de Egipto Qaitbey construyó un fuerte en la plataforma donde estaba ubicado el faro utilizando estas piedras. 
El escritor del siglo X Al-Masudi escribe acerca de una leyenda sobre la destrucción del faro, según la cual durante el gobierno del califa omeya Abd al-Málik (r. 705-715), el Imperio bizantino mandó a un eunuco que se convirtió al islam y se ganó la confianza del califa, permitiéndole buscar tesoros en la base del faro. Esta exhaustiva búsqueda destruyó los cimientos e hizo que el faro colapsara, por lo que el eunuco huyó en un barco.

## Significación

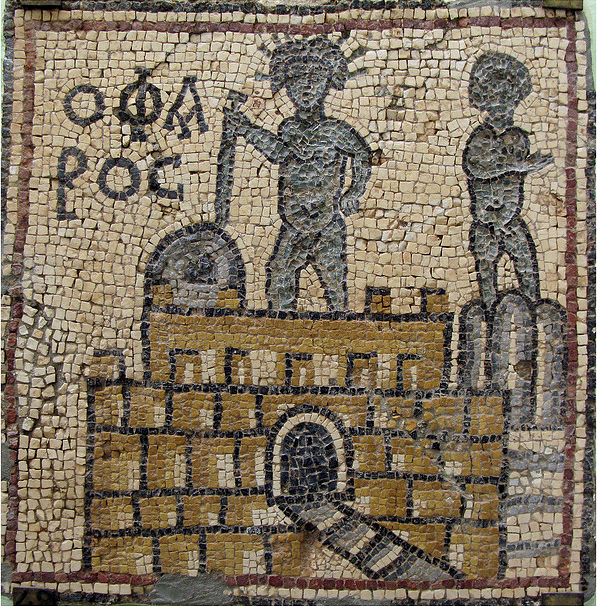
Un mosaico que representa el Faro de Alejandría, (etiquetado "Ο ΦΑΡΟϹ"), procedente de Olbia, Libia c. siglo IV d. C.

Cuenta la leyenda que los habitantes de la isla de Pharos eran náufragos; de ahí que Ptolomeo I Soter mandó construir el faro para ayudar a guiar a los barcos a puerto por la noche.
Pharos se convirtió en el origen etimológico de la palabra "faro" en griego (φάρος), muchas lenguas romances como el francés (phare), el italiano y el español (faro), el rumano (far) y el portugués (farol), e incluso algunas lenguas eslavas como el búlgaro (far).

## Investigación arqueológica

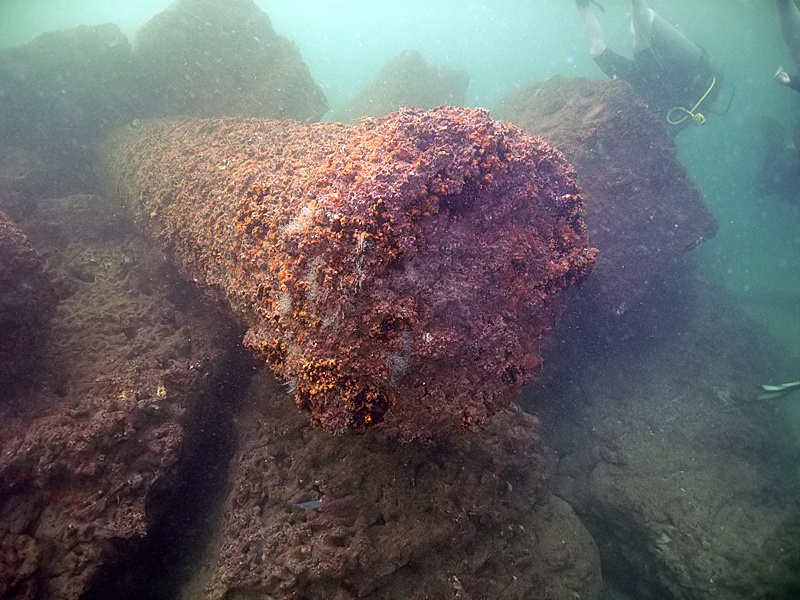
Columnas en el museo submarino cerca del antiguo faro, Alejandría, Egipto

En 1968 el faro fue redescubierto. La Unesco subvencionó una expedición de arqueólogos marinos al yacimiento, dirigida por Honor Frost. La directora confirmó la existencia de ruinas que formaron parte del faro, aunque, debido a la ausencia de arqueólogos especializados y a que la zona se estaba militarizando, la exploración fue paralizada.
Un equipo de arqueólogos franceses dirigidos por Jean-Yves Empereur redescubrió los restos del faro a finales de 1994 en el puerto oriental de Alejandría. Empereur trabajó junto a la directora de fotografía Asma el-Bakri, quien utilizó una cámara de 35 mm para realizar las primeras fotografías subacuáticas de columnas y estatuas derruidas. Los descubrimientos más relevantes de Empereur consistieron en bloques de granito de entre 49 y 60 toneladas en masa a menudo partidos en pedazos, 30 esfinges, 5 obeliscos y columnas con inscripciones pertenecientes al reinado de Ramsés II (1279-1213 a. C.). La catalogación de más de 3300 piezas fue completada por Empereur y su equipo a finales de 1995 usando una combinación de fotografía y cartografía. Asimismo, se restauraron treinta y seis piezas de bloques de granito y otros artefactos actualmente exhibidos en museos de Alejandría. A comienzos de la década de 1990, el arqueólogo subacuático Franck Goddio comenzó una exploración en el lado opuesto del puerto donde había trabajado Empereur. Además, imágenes satelitales han demostrado la existencia de nuevos restos arqueológicos tales como embarcaderos, viviendas y templos que han acabado en el fondo marino debido a terremotos y otros desastres naturales. Es posible bucear y observar las ruinas. La Unesco está trabajando actualmente con el Gobierno de Egipto en una iniciativa para añadir la Bahía de Alejandría, incluyendo los restos del faro, en una lista de yacimientos sumergidos Patrimonio de la Humanidad.

## Reconstrucción
En mayo de 2015 el Gobierno de Egipto y la gobernación de Alejandría aprobaron la reconstrucción del faro. El proyecto, estimado en unos 40 millones de dólares, cuenta con el apoyo de varios países de la Unión Europea (Francia, Alemania, Italia y Grecia) para incluir el Faro en el ambicioso proyecto Medistone, concebido para recrear y conservar los monumentos arquitectónicos de la época ptolomea.

## En la cultura
- Ágora, película de 2009 dirigida por Alejandro Amenábar en la que se recrea el Faro de Alejandría.

## Galería de imágenes

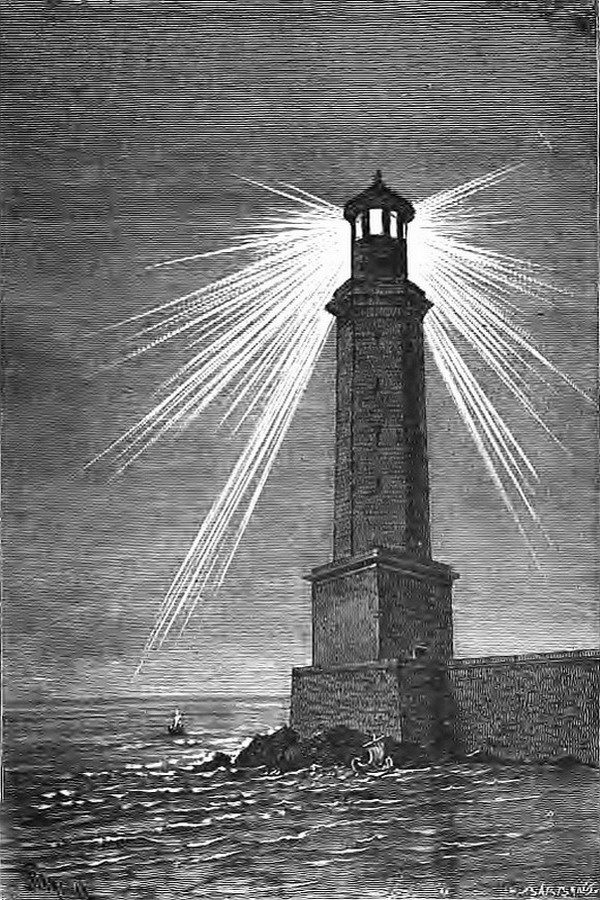
El Faro de Alejandría, dibujo de Sidney Barclay del siglo XIX.
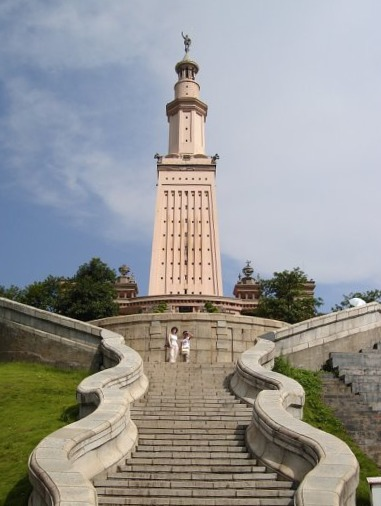
Reconstrucción del Faro de Alejandría en Shanghái (China).
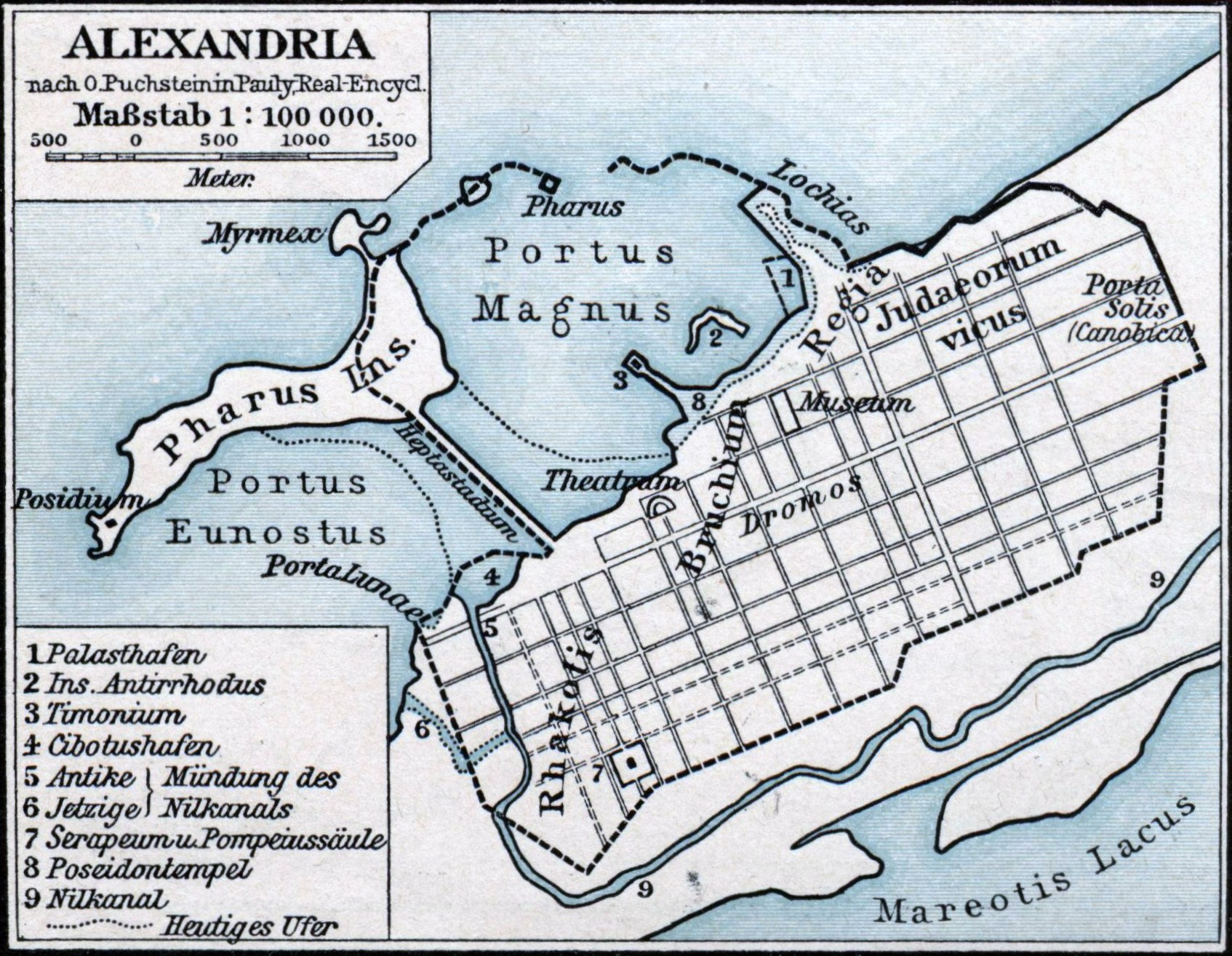
Mapa de la ciudad egipcia de Alejandría hacia el año 30 antes de la EC.
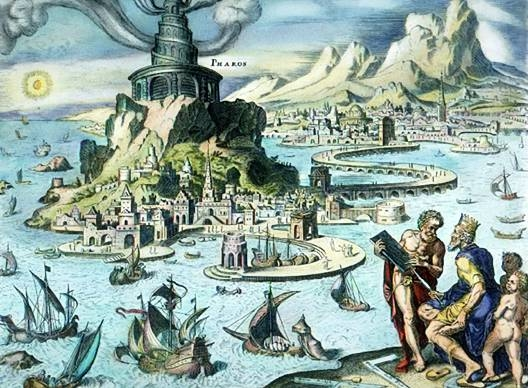
Pintura de Maerten van Heemskerck (1498–1574) donde aparece una visión artística del Faro de Alejandría.
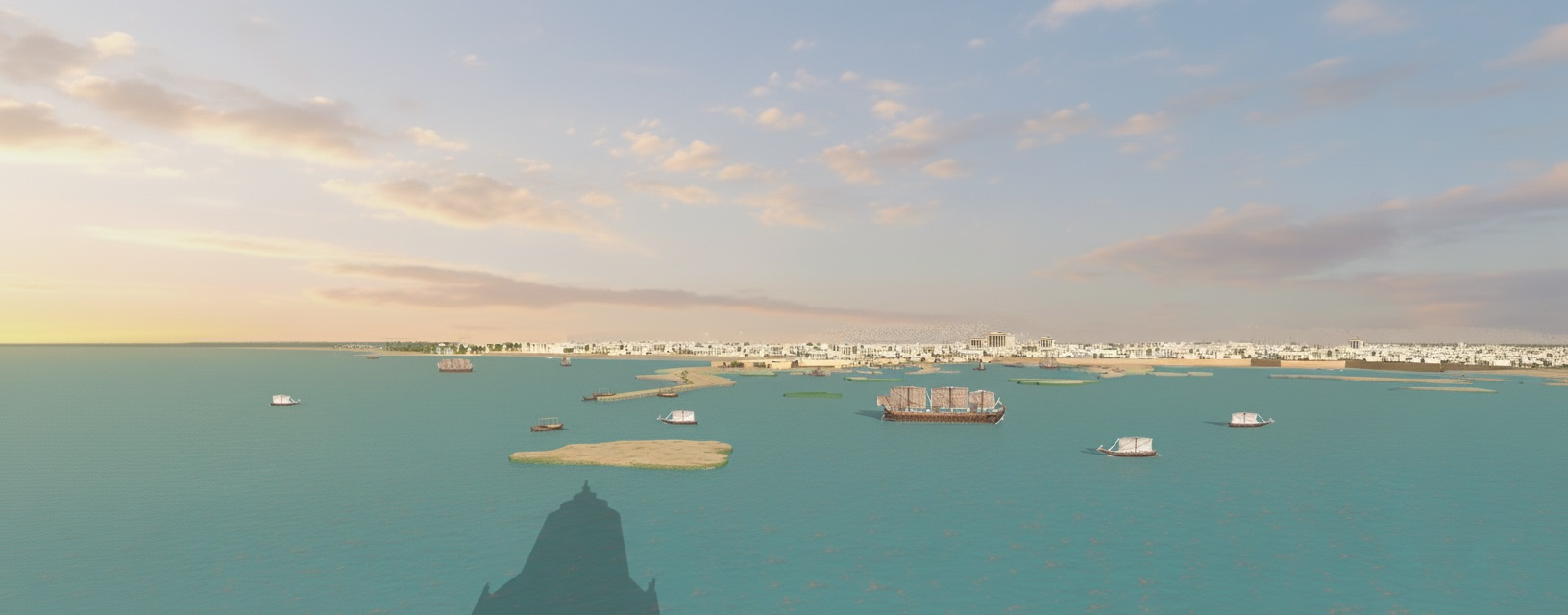
Reconstrucción de la vista desde el primer piso del Faro de la entrada al puerto.
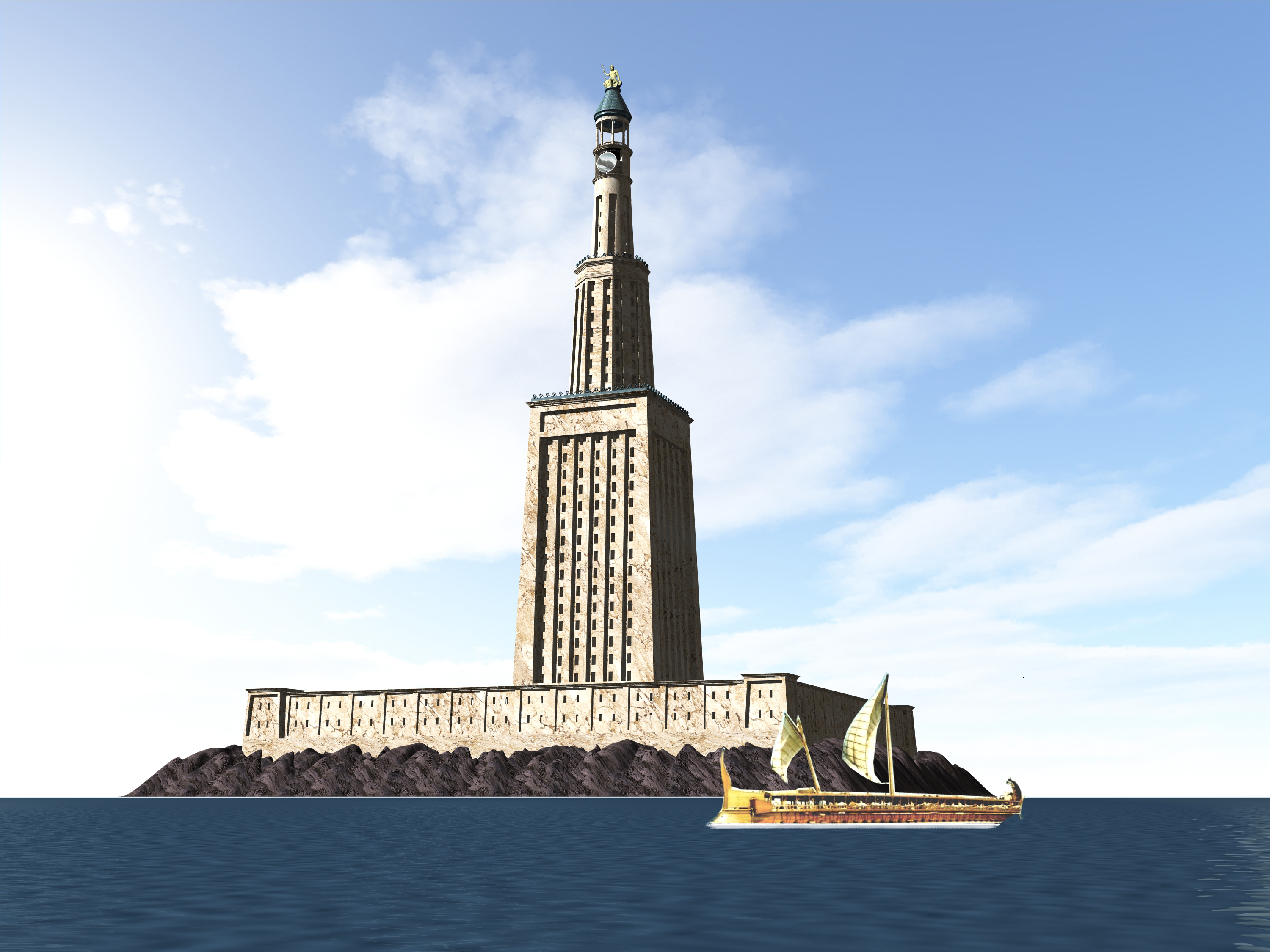
Reconstrucción virtual basada en un estudio de 2013.
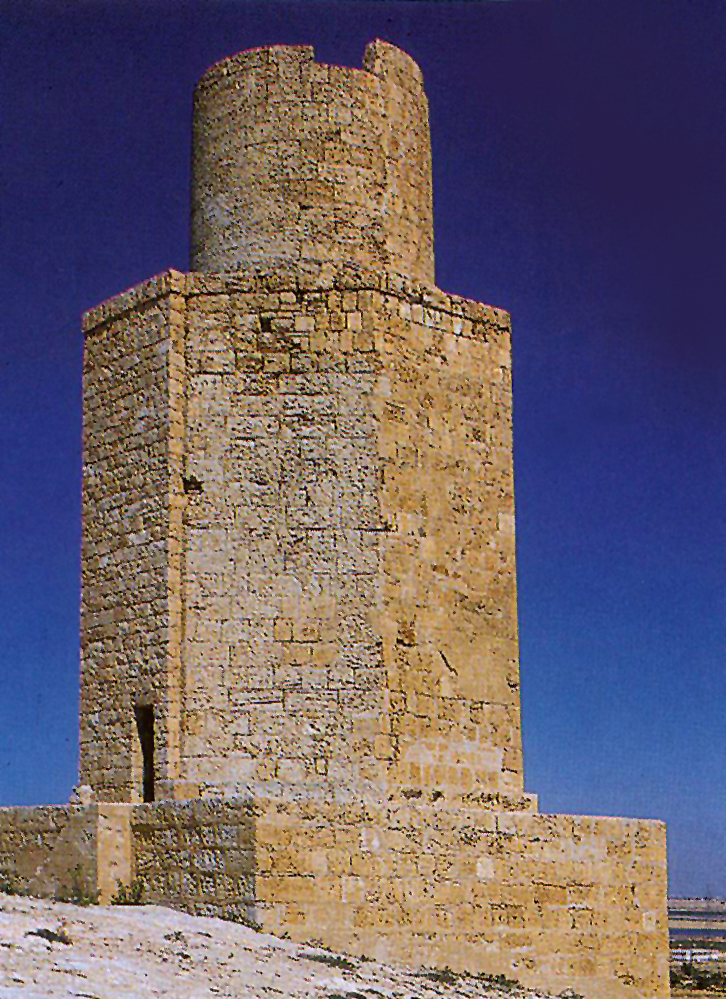
Réplica a escala reducida del Faro de Alejandría llamada Faro de Taposiris Magna, situada en Abusir (antigua Taposiris Magna), a 48 kilómetros al sudeste de Alejandría, al lado de los restos de un templo a Osiris.
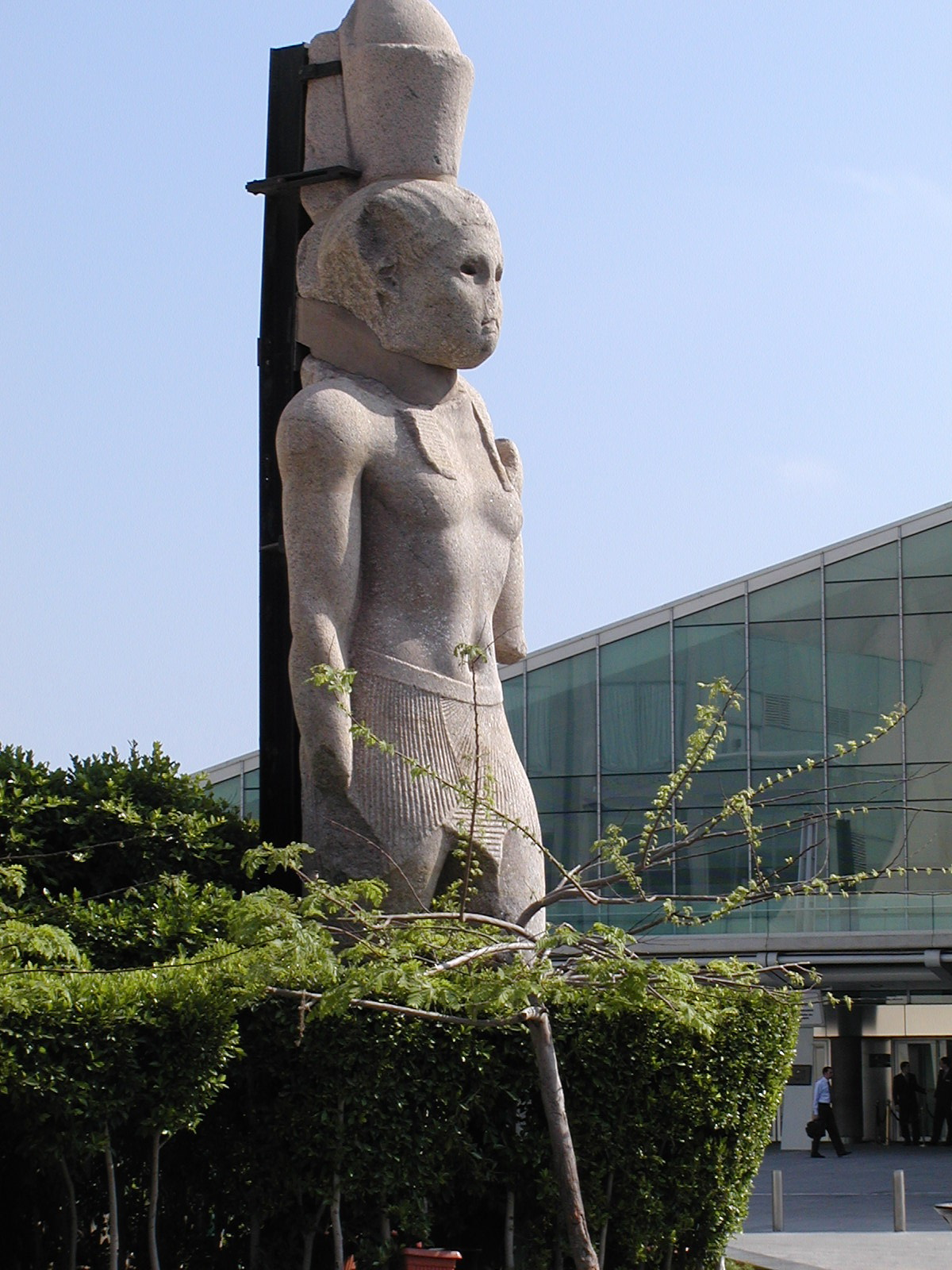
Estatua de Ptolomeo II erigida originalmente en la puerta del Faro de Alejandría, recuperada de las aguas por el Centro de Estudios Alejandrinos y en la actualidad situada delante de la Biblioteca de Alejandría.